# Marta Kucharska

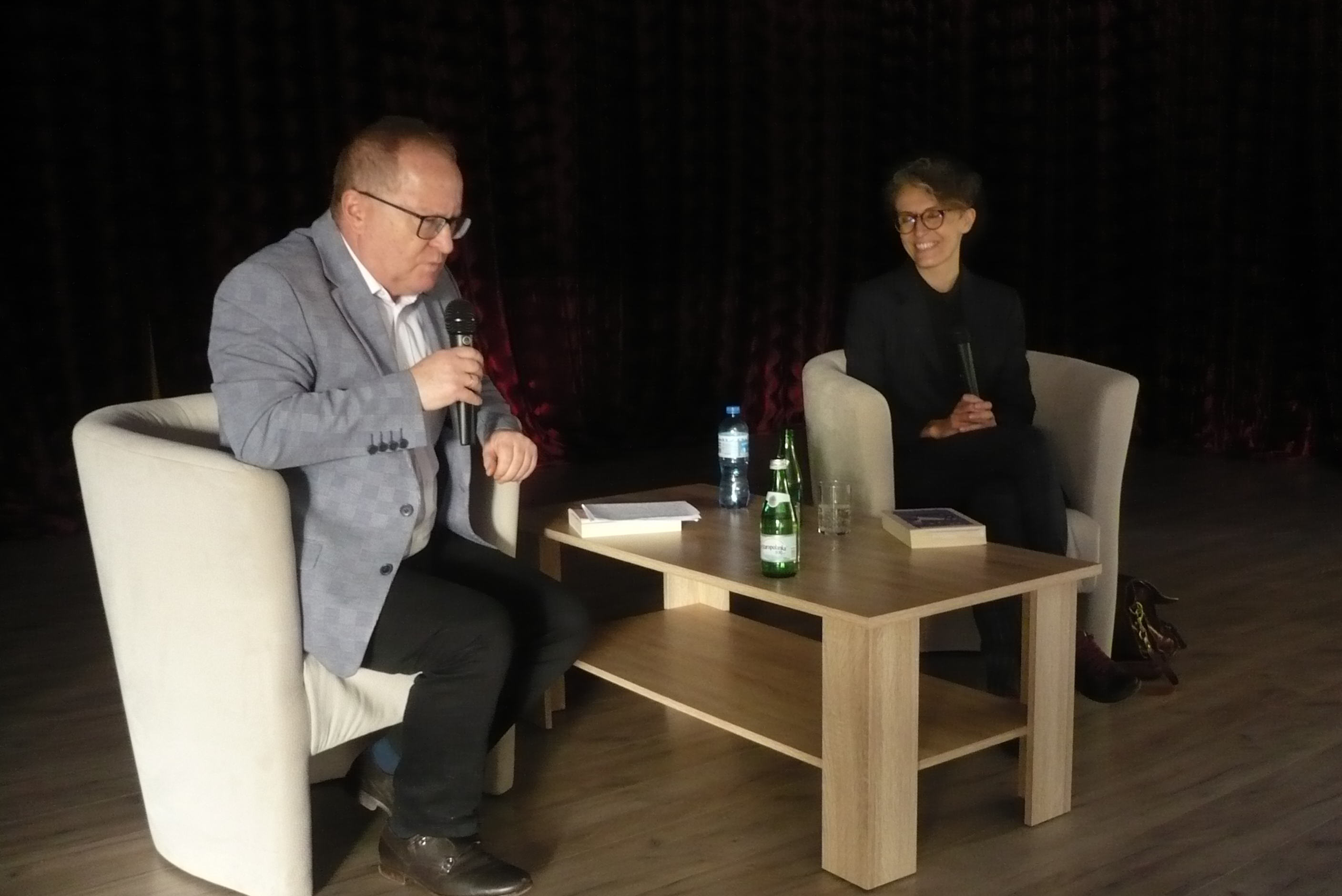
Karol Maliszewski i Marta Kucharska

Marta Kucharska (ur. 22 maja 1984) – polska lekarka, poetka i prozatorka.

## Literatura
Marta Kucharska jest finalistką edycji „Połowu” organizowanego przez Biuro Literackie.
Utwory poetyckie i prozatorskie publikowała m.in. w: „Akcencie”, „Latarni Morskiej”, „Odrze”, „Ricie Baum”, „Toposie”, „Twórczości”, „Wyspie”, na internetowej stronie Biura Literackiego.

## Medycyna
Zawodowo jest lekarką chorób zakaźnych ze stopniem naukowym doktora nauk medycznych, który uzyskała w 2018 za rozprawę pt. Ocena zaawansowania włóknienia wątroby u chorych z niedoborami osoczowych czynników krzepnięcia i przewlekłym zakażeniem HCV. Jest specjalistką w dziedzinie hepatologii oraz medycyny podróży, asystentką na Uniwersytecie Medycznym we Wrocławiu. Pracuje m.in. w Klinice Chorób Zakaźnych i Hepatologii Uniwersytetu Medycznego im. Piastów Śląskich, na I Oddziale Chorób Zakaźnych w Wojewódzkim Szpitalu Specjalistycznym we Wrocławiu oraz w przychodniach w: Bolesławcu, Jeleniej Górze i Lwówku Śląskim.
Odbyła zagraniczne staże w Afryce i Europie: w Ghanie, Niemczech i Tanzanii.
Należy do:
- Polskiego Towarzystwa Hepatologicznego,
- Polskiego Towarzystwa Epidemiologów i Lekarzy Chorób Zakaźnych,
- Polskiego Towarzystwa Naukowego AIDS,
- Stowarzyszenia Pisarzy Polskich[8].

Mieszka pod Wrocławiem.

## Wybór publikacji
- Kino objazdowe, Papierowy Motyl, Warszawa 2009, ISBN 978-83-62222-37-7, zbiór opowiadań
- Abisynia, Zeszyty Poetyckie, Gniezno 2013, ISBN 978-83-62947-31-7, tomik wierszy[b]
- Saudade, Mamiko, Nowa Ruda 2016, ISBN 978-83-63906-89-4.
- Irga karmiona przez lawinę, Wydawnictwo j, Wrocław, 2019, ISBN 978-83-953796-8-0.
- Tarnina, Wydawnictwo j, Wrocław 2022, ISBN 978-83-963027-9-3.

## Nagrody
- II nagroda w konkursie TVP2 „Dolina kreatywna”.
- II nagroda w Ogólnopolskim Konkursie „Złoty Środek Poezji” za debiut poetycki (Kutno 2014),
- Nagroda kulturalna WARTO 2020 w kategorii literatura za zbiór „Irga karmiona przez lawinę”,
- Nagroda „Diament Wrocławia”[c] Towarzystwa Miłośników Wrocławia za medyczną i literacką działalność na rzecz miasta[8].